# Лапшинское сельское поселение (Волгоградская область)
Лапши́нское сельское поселение — муниципальное образование в Котовском муниципальном районе Волгоградской области, административный центр — станция Лапшинская.

## История
Лапшинское сельское поселение образовано 22 декабря 2004 года в соответствии с Законом Волгоградской области № 974-ОД.

## Население
| 2010 | 2012  | 2013  | 2014 | 2015 | 2016 | 2017 |
| ---- | ----- | ----- | ---- | ---- | ---- | ---- |
| 1141 | ↘1051 | ↘1002 | ↘989 | ↘977 | ↘943 | ↘925 |
| 2018 | 2019  | 2020  | 2021 |      |      |      |
| ↘921 | ↗927  | ↘880  | ↘858 |      |      |      |

## Состав
| № | Населённый пункт | Тип населённого пункта                          | Население |
| - | ---------------- | ----------------------------------------------- | --------- |
| 1 | Лапшинская       | железнодорожная станция, административный центр | ↗790      |
| 2 | Лобынец          | село                                            | ↘22       |
| 3 | Новоалексеевка   | село                                            | 113       |
| 4 | Смородино        | село                                            | 216       |

## Местное самоуправление
Глава Лапшинского сельского поселения - Шаркова Таиса Васильевна. Избрана 11 октября 2009 г., срок полномочий - 4 года.
Представительный орган - Совет Лапшинского сельского поселения, численность - 13 депутатов. Совет второго созыва избран 14 марта 2010 года. Срок полномочий - 4 года.

## Экономика
На территории Лапшинского сельского поселения располагаются такие предприятия, как «Лапшинский Элеватор», торговый дом «Лукойл», «Такелаж-Сервис», отделение РЖД Лапшинская, седьхозпредприятия «Ударник», «Дружба».